# Agua Blanca (Venezuela)
Pour les articles homonymes, voir Agua Blanca.
Agua Blanca est le chef-lieu de la municipalité d'Agua Blanca dans l'État de Portuguesa au Venezuela.